# Tarsdorf
Tarsdorf è un comune austriaco di 2 041 abitanti nel distretto di Braunau am Inn, in Alta Austria. Si trova a 429 m s.l.m., non lontano dal confine tedesco.
Il comune è suddiviso in 23 frazioni: Am Anger, Döstling, Eckldorf, Ehersdorf, Eichbichl (comune catastale), Fugging, Haid, Hofstadt (comune catastale), Hofweiden, Hörndl (comune catastale), Hucking, Leithen, Neues Dorf, Ölling, Schmidham, Sensberg, Sinzing, Staig, Tarsdorf, Wimm, Winham, Wolfing e Wupping.